# On Your Feet!
On Your Feet! is een musical gebaseerd op het leven en de muziek van Gloria Estefan en Emilio Estefan, geschreven door Alexander Dinelaris. De musical ging op 5 november 2015 in première op Broadway. De eerste uitvoering buiten de Verenigde Staten vond plaats op 17 oktober 2017 in Utrecht. De officiële Nederlandse première was op 29 oktober 2017.

## Beschrijving
On Your Feet! is een jukeboxmusical (een musical die gebruik maakt van al bestaande populaire nummers) en is gebaseerd op het leven en het werk van het echtpaar Gloria Estefan en Emilio Estefan. Het boek is geschreven door Alexander Dinelaris. Voor de muziek is gebruik gemaakt van de Cuban-fusion popmuziek van Gloria en Emilio Estefan, die bekend werden met nummers als Get on Your Feet, Conga, 1-2-3 en Rhythm Is Gonna Get You. Deze nummers zijn ook in de musical verwerkt. Gloria Estefan schreef voor On Your Feet! één nieuw nummer, getiteld If I Never Got to Tell You. Haar dochter Emily Estefan schreef voor dit nummer de muziek.
On Your Feet! ging op 5 november 2015 in première op Broadway. De musical kreeg in de Verenigde Staten over het algemeen positieve recensies en was financieel succesvol.

## Producties

### Broadway
De eerste uitvoeringen van de musical waren in het Oriental Theatre in Chicago, waar de show te zien was van 2 juni tot 5 juli 2015. Na deze periode verhuisde de voorstelling naar Broadway, waar er eerst nog geschaafd werd aan de productie. Op 5 oktober 2015 vond de eerste voorstelling op Broadway plaats in het Marquis Theatre.
De opening werd door een cast van 31 artiesten gespeeld. Ana Villafañe als Gloria Estefan, Josh Segarra als Emilio Estefan, Andréa Burns als Gloria Fajardo, Eliseo Román als José Fajardo, Genny Lis Padilla als Rebecca Fajardo, Alma Cuervo als Consuelo García, Alexandria Suaréz en Fabi Aguirre als de jonge Gloria, Eduardo Hernandez en Kevin Tellez als de jonge Emilio/Nayib/Jeremy, Le Zarrett als Phil, en Eric Ulloa als Dr. Neuwirth.
Op 19 januari 2017 werd de 500e voorstelling gespeeld. Deze productie sloot na 34 previews en 746 voorstellingen op 20 augustus 2017. Het gehele decor van de show werd daarna naar Utrecht overgebracht voor de Nederlandse productie.

### Nederland
De eerste uitvoering buiten de Verenigde Staten vond plaats op 17 oktober 2017 in het Beatrix Theater in Utrecht.. De Nederlandse versie wordt geproduceerd door het bedrijf Stage Entertainment. De tekst is vertaald door Allard Blom; de liedjes zijn niet uit het Engels vertaald. De belangrijkste rollen worden gespeeld door Vajèn van den Bosch, Jim Bakkum, Tommie Christiaan, Nurlaila Karim en Ellen Evers. Al voor de productie van start ging was er kritiek op de rolverdeling omdat witte Nederlandse acteurs Cubanen speelden. Producent Albert Verlinde reageerde hierop met de mededeling dat de Nederlandse cast door Gloria en Emilio Estefan zelf was goedgekeurd. De officiële première was op 29 oktober 2017. De laatste voorstelling werd gespeeld op 5 augustus 2018. In totaal werd de voorstelling 297 keer gespeeld en werden er 250.000 kaarten verkocht.

### U.S. Tour
In het najaar van 2017 startte een tachtig weken durende Amerikaanse tournee van On Your Feet! in Buffalo. De première van deze versie vond plaats in november 2017 in Miami. Voor deze show speelt Christie Prades de rol van Gloria Estefan; zij was al eerder de understudy voor deze rol in de Broadwayshow.
De cast van deze productie bestond uit Christie Prades als Gloria Estefan, Mauricio Martínez als Emilio Estefan, Nancy Ticotin als Gloria Fajardo, Jason Martinez als José Fajardo, Alma Cuervo als Consuelo García, Claudia Yanez als Rebecca Fajardo, Amaris Sanchez en Carmen Sanches als de jonge Gloria, Jorand Vergarad en Kevin Telles als de jonge Emilio/Nayib/Jeremy, en Devon Goffman als Phil/Dr. Neuwirth.

## Nederlandse cast 2017/2018
| Rol                   | Cast (2017/2018) | Covers                                                | Alternate          |
| --------------------- | --- | ----------------------------------------------------- | ------------------ |
| Gloria Estefan        | Vajèn van den Bosch | Sky Lemmer, Shanna Slaap                              | -                  |
| Gloria Estefan (kind) | Éowyn Arts, Idaila Shaney Rios Cabezas, Robin de Haas, Gemma Hofman, Jismerai Kaya, Karlijn Boertjes en Julia Wolda.                                                                          | -                                                     | -                  |
| Emilio Estefan        | Jim Bakkum | Frank van Hengel, Rick McDonald                       | Tommie Christiaan  |
| Emilio Estefan (kind) | Luca Orlando, Ric Willems, Thibault van der Does, Roemer Vonk, Jeshian van Doorn, Edu Taekema, Jonathan Cohen, Jits Agema, Jayden van Herk, Noah Verhaagen, Bruno Schuttelaars, Ilya Beaumont | -                                                     | -                  |
| Gloria Fajardo        | Nurlaila Karim | Talita Angwarmasse, Samantha Klots                    | -                  |
| Consuelo García       | Ellen Evers | Samantha Klots                                        | Talita Angwarmasse |
| José Fajardo          | Frank van Hengel | Joey Von Grumbkow, Rick McDonald                      | -                  |
| Rebecca Fajardo       | Sky Lemmer | Shanna Slaap, Keoma Aidhen, Gina van der Ploeg        | -                  |
| Phil                  | Paul Donkers | Frank van Hengel , Alessandro Pierotti, Ruben Kuppens | -                  |

## Musicalnummers
Akte I
- Rhythm Is Gonna Get You — Gloria, Company
- Cuando Salí de Cuba — Little Gloria
- Tradición — Little Gloria, Gloria, Company
- Anything for You — Gloria, Rebecca
- 1-2-3 — Gloria, Company
- I See Your Smile — Gloria, Emilio, Company
- Mi Tierra— Gloria Fajardo, Company
- Con Los Años Que Me Quedan — Guitarristas
- Here We Are— Gloria, Emilio, Guitarristas
- Dr. Beat — Company
- When Someone Comes Into Your Life — José, Gloria
- Conga — Gloria, Company

Akte II
- Get on Your Feet — Gloria, Company
- Live for Loving You— Gloria, Company
- You'll Be Mine (Party Time — Gloria, Company
- Oye Mi Canto (Hear My Voice)— Gloria, Company
- Cuba Libre — Gloria, Company
- Famous— Gloria
- If I Never Got to Tell You— Gloria Fajardo, Emilio
- Wrapped — Gloria, Little Gloria, José, Emilio, Company
- Don't Wanna Lose You — Emilio, Company
- Reach— Company
- Coming Out of the Dark — Gloria, Company
- Mega Mix

## Albums
| Titel        | Jaar | Cast                    |
| ------------ | ---- | ----------------------- |
| On Your Feet | 2016 | Original Broadway Cast  |
| On Your Feet | 2017 | On Your Feet Dutch Cast |

## Broadwaycast: prijzen en nominaties
| Jaar | Prijs                        | Categorie                                                    | Genomineerde | Resultaat   |
| ---- | ---------------------------- | ------------------------------------------------------------ | --- | ----------- |
| 2016 | Tony Award                   | Best Choreography                                            | Sergio Trujillo | Genomineerd |
| 2016 | Outer Critics Circle Award   | Outstanding New Broadway Musical                             | Outstanding New Broadway Musical | Genomineerd |
| 2016 | Outer Critics Circle Award   | Outstanding Book of a Musical                                | Alexander Dinelaris | Genomineerd |
| 2016 | Outer Critics Circle Award   | Outstanding Actress in a Musical                             | Ana Villafañe | Genomineerd |
| 2016 | Outer Critics Circle Award   | Outstanding Featured Actress in a Musical                    | Andréa Burns | Genomineerd |
| 2016 | Outer Critics Circle Award   | Outstanding Choreographer                                    | Sergio Trujillo | Gewonnen    |
| 2016 | Outer Critics Circle Award   | Outstanding Costume Design                                   | Esosa | Genomineerd |
| 2016 | Outer Critics Circle Award   | Outstanding Lighting Design                                  | Kenneth Posner | Genomineerd |
| 2016 | Drama League Award           | Outstanding Production of a Broadway or Off-Broadway Musical | Outstanding Production of a Broadway or Off-Broadway Musical | Genomineerd |
| 2016 | Drama League Award           | Distinguished Performance                                    | Ana Villafañe | Genomineerd |
| 2016 | Theatre World Award          | Outstanding Broadway or Off-Broadway Debut Performance       | Ana Villafañe | Gewonnen    |
| 2016 | Fred and Adele Astaire Award | Best Choreographer                                           | Sergio Trujillo | Gewonnen    |
| 2016 | Fred and Adele Astaire Award | Best Female Dancer                                           | Ana Villafañe | Genomineerd |
| 2016 | Fred and Adele Astaire Award | Best Male Dancer                                             | Carlos E. Gonzalez | Genomineerd |
| 2016 | Fred and Adele Astaire Award | Best Male Dancer                                             | Luis Salgado | Genomineerd |
| 2016 | Fred and Adele Astaire Award | Outstanding Ensemble in a Broadway Show                      | David Baida, Henry Gainza, Linedy Genao, Carlos E. Gonzalez, Nina Lafarga, Omar Lopez-Cepero, Marielys Molina, Doreen Montalvo, Genny Lis Padilla, Liz Ramos, Eliseo Roman, Luis Salgado, Jennifer Sanchez, Marco Santana, Brett Sturgus, Eric Ulloa, Tanairi Sade Vazquez, Lee Zarrett | Genomineerd |